# اسلام اكار
اسلام اكار هي ممثلة تركية (مواليد 23 مارس 1998).

## الحياة الشخصية
ولدت ونشأت في إسطنبول، وهي تجيد اللغتين الفرنسية والإنجليزية، درست في كلية الهندسة بجامعة بهجشهير.

## الحياة الفنية
حصلت على دروسا مكثفة في التمثيل، بدأت التمثيل في المسلسل التلفزيوني أنت لا تذهب الذي تم بثه على TRT 1 بين 2011-2013.

### أعمالها
- أنت لا تذهب 2011
- مسلسل الحب الأول 2018
- مسلسل الفناء 2018
- مسلسل قلب واحد 2019
- مسلسل الحمامة 2019
- مسلسل القاضي 2022

## روابط خارجية
اسلام اكار على موقع قاعدة بيانات الأفلام على الإنترنت